# Osphryon woodlarkensis
Osphryon woodlarkensis är en skalbaggsart som beskrevs av J. Linsley Gressitt 1959. Osphryon woodlarkensis ingår i släktet Osphryon och familjen långhorningar. Inga underarter finns listade i Catalogue of Life.